# الري بالأنسجة تحت السطحية

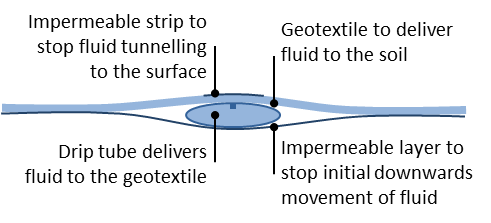
رسم تخطيطي يوضح هيكل إحدى تركيبات SSTI النموذجية.

الري النسيجي تحت السطحي (SSTI) هو تقنية متقدمة مصممة لتوفير التروية تحت سطح التربة، مما يجعلها مناسبة لمختلف أنواع التربة، بدءًا من التربة الرمليه الصحراوية حتى التربة الطينية الثقيلة. يساهم استخدام هذه التقنية في تقليل استهلاك المياه بشكل كبير، بالإضافة إلى الحد من استخدام الأسمدة ومبيدات الأعشاب، مما يؤدي إلى خفض التكاليف التشغيلية المستمرة. وعند صيانته بشكل جيد، يمكن أن يستمر هذا النظام لعقود. بواسطة توصيل المياه والعناصر الغذائية مباشرة إلى منطقة الجذور، تتحسن صحة النباتات ويزداد الإنتاج الزراعي بشكل ملحوظ.
يُعد نظام الري النسيجي تحت السطح (SSTI) النظام الوحيد الذي يمكنه استخدام المياه المعاد تدويرها أو المعالجة بأمان دون الحاجة إلى عمليات "التبيض" المكلفة، وذلك لأن المياه تظل تحت سطح التربة ولا تتعرض للهواء، مما يقلل من مخاطر التلوث ويضمن ريًا فعالًا وآمنًا.
يتكون نظام الري النسيجي تحت السطحي (SSTI) النموذجي من عدة طبقات تعمل معًا لضمان توزيع المياه بكفاءة. تتضمن هذه الطبقات قاعدة غير منفذة (غالبًا مصنوعة من البولي إيثيلين أو البولي بروبيلين) تمنع تسرب المياه إلى الأسفل، وخط تنقيط يمتد على طول هذه القاعدة لتوزيع المياه، وطبقة من النسيج الجيوتكساتيلي فوق خط التنقيط تساعد في نشر المياه أفقياً، وأخيرًا طبقة ضيقة غير منفذة فوق النسيج الجيوتكساتيلي لحماية النظام وتقليل التبخر. وعلى عكس أنظمة الري بالتنقيط التقليدية، فإن توزيع المياه في SSTI لا يعتمد بشكل أساسي على المسافة بين الباعثات في أنبوب التنقيط، حيث يتمكن النسيج الجيوتكساتيلي من نشر المياه حتى مسافة تصل إلى مترين من كل نقطة تنقيط، مما يعزز كفاءة الري ويوفر توزيعًا متجانسًا للرطوبة في التربة.
يتم تثبيت نظام الري النسيجي تحت السطحي (SSTI) على عمق 15-20 سم تحت سطح التربة في التطبيقات السكنية والتجارية، بينما يتم تركيبه على عمق 30-50 سم في التطبيقات الزراعية، مما يضمن توصيل المياه مباشرة إلى منطقة الجذور، ويقلل من فقدان المياه بالتبخر والجريان السطحي، مما يعزز كفاءة الري والإنتاجية الزراعية.

## طريقة العمل

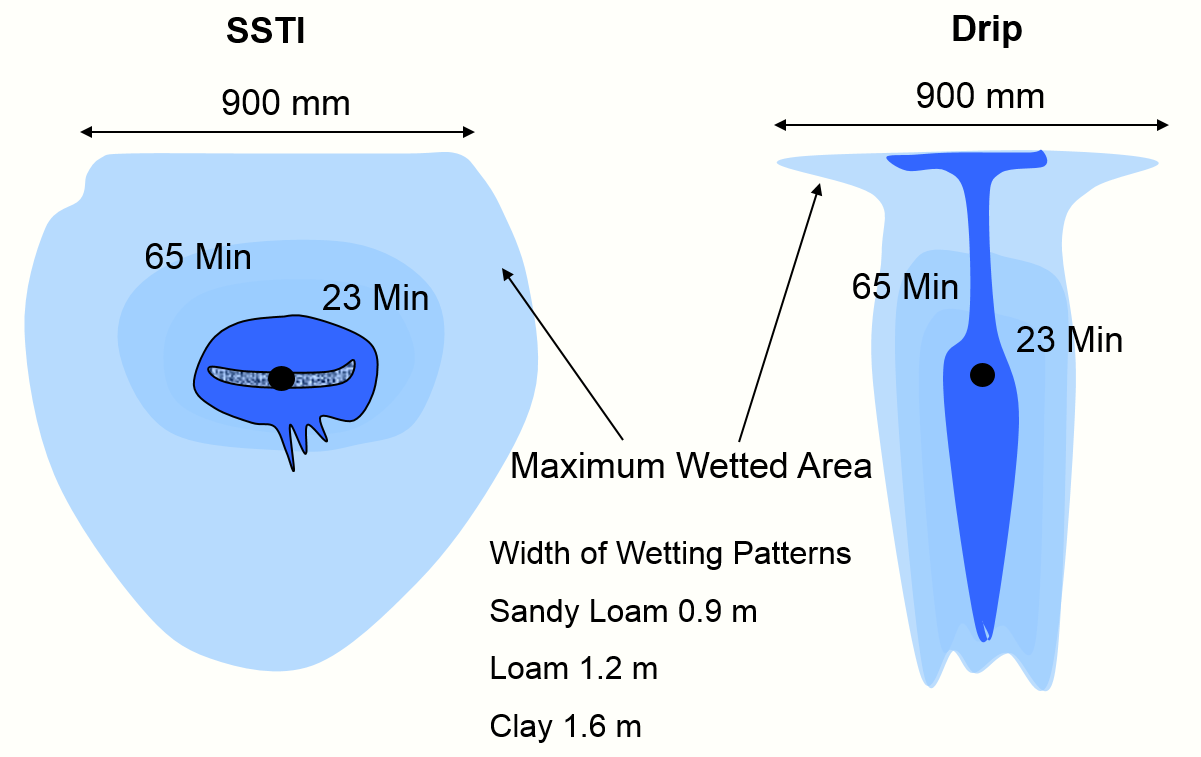
منظر مقطعي لنمط الترطيب الذي توفره تقنية SSTI، مقارنة بالري بالتنقيط.

تعتمد أنظمة الري النسيجي تحت السطحي (SSTI) على الجيوتكستايل المصمم خصيصًا لامتصاص المياه من النقاطات وتوزيعها بسرعة عبر تدفق الكتلة والفعل الشعري، مما يحوّل كل قطارة إلى مليارات الباعثات الدقيقة. يتيح هذا النظام تحكمًا دقيقًا في سرعة توصيل المياه، بحيث يمكن مواءمة الفعل الشعري للتربة مع تدفق المياه، وهو أمر يصعب تحقيقه بطرق الإرواء التقليدية، بما في ذلك أنابيب التنقيط المدفونة. عند تحقيق هذه المواءمة، يتم تقليل كمية المياه المطلوبة إلى الحد الأدنى، حيث تعمل القوى الشعرية على نقل المياه مباشرة إلى جذور النباتات، مما يعزز كفاءة الإرواء ويقلل من الهدر.

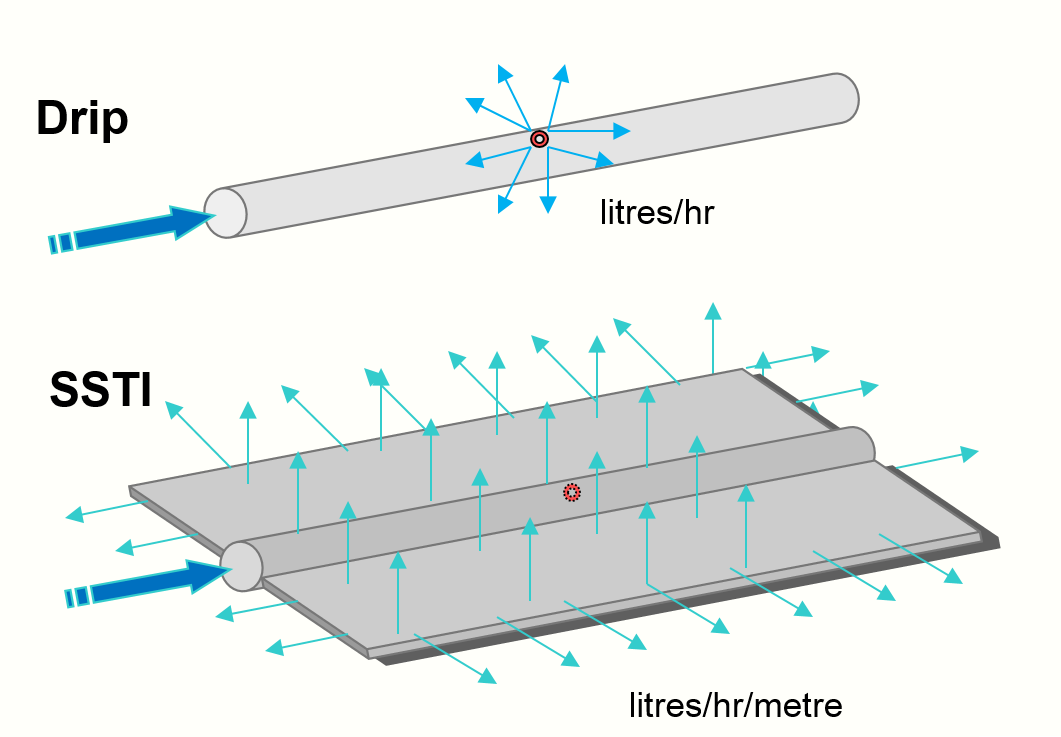
يظهر تدفق المياه عبر تركيب SSTI مقارنة بنظام الري بالتنقيط.

لزيادة كفاءة نظام الري النسيجي تحت السطحي (SSTI)، ينبغي أن تتضمن منتجاته طبقة أساسية غير منفذة، والتي تعمل على تقليل فقدان المياه بسبب الجاذبية وتساعد في تشكيل نمط بلل بيضاوي الشكل تحت سطح التربة. كما يجب أن تحتوي على طبقة علوية غير منفذة، تمنع تسرب المياه من القطارات عبر الجيوتكستايل إلى السطح، وهي مشكلة شائعة في أنظمة التنقيط المدفون التقليدية. يلعب هذان العنصران دورًا مهمًا في تحسين توزيع المياه داخل الجيوتكستايل، مما يؤدي إلى زيادة سرعة انتشار المياه بمعدل يصل إلى 10,000 ضعف مقارنة بالتربة الطينية، وفقًا للاختبارات التي أجرتها جامعة تشارلز ستورت. ).
عند مقارنة الري النسيجي تحت السطحي (SSTI) بنظام الري بالتنقيط السطحي، نجد أن SSTI يوفر تغطية أوسع للتربة، حيث يمكنه ترطيب 2.5 ضعف حجم التربة باستخدام نفس كمية المياه. بالإضافة إلى ذلك، فإن التربة تحت SSTI تحتفظ بالمياه لفترة أطول، إذ يستغرق ستة أضعاف الوقت حتى تجف، مما يقلل من عدد مرات الري المطلوبة مقارنةً بالري بالتنقيط السطحي.

## المياه المعاد تدويرها والمياه العادمة المعالجة
تتميز أنظمة الري النسيجي تحت السطحي (SSTI) بقدرتها على استخدام المياه المعاد تدويرها بكفاءة، حيث تتيح توزيع المغذيات على مساحة تربة أكبر بمقدار 2-3 أضعاف مقارنةً بطرق الري التقليدية. يؤدي هذا إلى تقليل الحاجة إلى إضافة العناصر الغذائية بشكل صناعي، مما يساعد في الحفاظ على خصوبة التربة لفترات أطول ويحدّ من تراكم العناصر الغذائية الزائدة، خاصة الفوسفور والبوتاسيوم، مما يساهم في استدامة التربة وتحسين الإنتاج الزراعي.
من أبرز مزايا تقنية الري النسيجي تحت السطحي (SSTI) أنها تتيح استخدام المياه المعالجة بكفاءة، مع ضمان عدم وصولها إلى سطح التربة. وهذا يسمح بمواصلة الأنشطة الترفيهية أو الزراعية في الحقول أثناء الري، دون خطر تعرض الجمهور أو المحاصيل للملوثات، مما يعزز السلامة والصحة العامة مع تحقيق إدارة مستدامة للمياه.
تتيح أنظمة الري النسيجي تحت السطحي (SSTI) إمكانية حقن العناصر الغذائية مباشرة في التربة عبر تقنية التسميد بالري، مما يسمح بتوصيل المغذيات الكبرى والصغرى إلى محاصيل متنوعة مثل الأعشاب، والمراعي، والأشجار، والكروم. وبفضل هذه التقنية، يتم توجيه العناصر الغذائية مباشرة إلى منطقة الجذور، مما يقلل بشكل كبير من الهدر ويمنع الجريان السطحي إلى المجاري المائية، مما يعزز كفاءة استخدام الموارد ويحمي البيئة.

## التاريخ

### استخدام الجيوتكستايل
بدأ استخدام الجيوتكسيل في الري الشعري بعد الحرب العالمية الثانية، لكنه لم يتحول إلى تقنية تجارية منافسة للري بالتنقيط حتى عام 1995. جاء ذلك بعد أبحاث مكثفة أجريت في قسم الأراضي والمياه التابع لمنظمة البحوث العلمية والصناعية الكومنولثية (CSIRO) في جريفيث، أستراليا، تحت إشراف مؤسسة Grain Security Foundation Ltd، مما ساهم في تطوير الري النسيجي تحت السطحي (SSTI) كخيار عملي وفعال في أنظمة الري الحديثة.
يجب اختيار نسيج جيوتكسيل من البوليستر بمواصفات دقيقة من حيث السُمك والتصنيع لضمان تحقيق خصائص التدفق المطلوبة في نظام الري. يلعب هذا الاختيار دورًا حاسمًا في منع الجيوتكسيل من أن يصبح كارهًا للماء (مما قد يؤدي إلى طرد المياه بدلًا من امتصاصها وتوزيعها بفعالية)، مما يضمن استمرارية وكفاءة توزيع المياه داخل التربة.

### حل المشاكل النموذجية تحت السطح

#### الملخص
أُجريت دراسات على أنواع مختلفة من الجيوتكسيل باستخدام معدلات وتكوينات متنوعة للتنقيط، بهدف تقييم تدفق المياه في أنواع التربة الرئيسية وتحديد مدى تعرض الري النسيجي تحت السطح (SSTI) لنفس المشكلات التي تواجهها أنظمة التنقيط تحت السطح (SDI). وقد ركزت الأبحاث بشكل خاص على مشكلات تغلغل الجذور، وتشكّل الأنفاق، وانسداد نقاط التنقيط، وتلف الحشرات، والتي تُعد تحديات رئيسية تواجه أنظمة SDI التقليدية.

#### اختراق الجذر
أظهرت نتائج الأبحاث أن الجذور قد تتمكن من اختراق نسيج الجيوتكسيل، لكنها لا تزدهر ولا تتكاثر داخله، خاصة عند استخدام جيوتكسيل البوليستر :17 . ثَمّ، لم تُسبب أي ضرر يُذكر للنظام. كما أُشير إلى أن منطقة التنقيط تبقى جافة نسبيًا مقارنة ببقية أجزاء النظام، مما يمنع الجذور من التمركز فيها ويدفعها للانتشار في مناطق أخرى.

#### حفر الأنفاق
تم تقليل ظاهرة النفق (وهي العملية التي يتسرب فيها الماء إلى السطح) بشكل كبير جدًا بفضل الشريط العاكس الضيق غير المنفذ الذي وُضع فوق خط التنقيط، مما ساهم في تحسين كفاءة الري ومنع فقدان المياه عبر التبخر أو التسرب السطحي.

#### النقطاطات المسدودة
تتفادى تقنية الري النسيجي تحت السطحي (SSTI) مشكلة انسداد النقطاطات التي تعاني منها أنظمة التنقيط التقليدية، حيث تمنع تراكم التربة داخل الباعثات أو تكوين قشور التربة عند توقف النظام عن العمل. يعود ذلك إلى وجود حاجز مادي يتمثل في نسيج الجيوتكستايل، بالإضافة إلى أن رطوبة التربة تستمر مدّة أطول مقارنة بأنظمة التنقيط الأخرى، مما يقلل من فرص تكوّن القشور على سطح التربة.

#### الحشرات
وبالمثل، تمنع تقنية الري النسيجي تحت السطحي (SSTI) الحشرات من إتلاف النظام بفضل حاجز الجيوتكستايل، الذي يعمل كعائق مادي يقلل من فرص وصول الحشرات إلى أنابيب التنقيط والتسبب في أي تلف.

### توصيل المياه
تحسينات نظام SSTI باستخدام شرائط التنقيط
في البداية، استخدمت التجارِب التي أجرتها منظمة البحوث العلمية والصناعية الكومنولثية (CSIRO) أنابيب تنقيط صلبة ذات جدران سميكة. ومع ذلك، أظهرت التجارب اللاحقة (بين عامي 1995 و1998) أن أشرطة التنقيط (وهي أنابيب مرنة ذات جدران رقيقة) يمكن استخدامها بكفاءة عالية في نظام الري النسيجي تحت السطحي (SSTI).

### المزايا التي حققتها أشرطة التنقيط:
1. خفض التكلفة: أدى استبدال الأنابيب الصلبة بأشرطة التنقيط إلى تقليل التكاليف بشكل كبير.
2. تحسين القوة والمرونة: على الرغم من أن أشرطة التنقيط أقل سمكًا، إلا أن قوة النظام الكلية زادت بفضل الدعم الهيكلي الذي توفره الطبقة الأساسية وشريط التنقيط والجيوتكستايل.
3. إمكانية استخدام خطوط ذات قطر أكبر: سمح استخدام خطوط تنقيط بقطر يصل إلى 35 مم بتمديد طول الخطوط التشغيلية حتى 1 كيلومتر، مما زاد من كفاءة التوزيع.
4. زيادة طول اللفات المنتجة: نظرًا لمرونة الجدار الرقيق لأشرطة التنقيط، أصبح من الممكن تصنيع لفات أطول من 600 متر، مما يقلل الحاجة إلى التوصيلات المتكررة أثناء التركيب.

هذه التحسينات جعلت SSTI أكثر كفاءة من الناحية الاقتصادية وسهّلت استخدامه في مشاريع الري واسعة النطاق.

### تحديد العرض الأمثل لنظام SSTI
يختلف عرض منتجات نظام الري النسيجي تحت السطحي (SSTI) وفقًا للتطبيق المستخدم. ومع ذلك، أجرت جامعة كوينزلاند، أستراليا  تجارب لاكتشاف العرض الأمثل لنظام SSTI في تربة الطين الأسود المتشقق، وذلك باستخدام البرسيم المزروع عبر خط SSTI واحد.

### نتائج الدراسة:
- كان عرض خط SSTI المستخدم 30 سم وتم تركيبه على عمق 20 سم تحت سطح التربة.
- نبتت نباتات البرسيم مباشرة فوق خط SSTI، لكنها امتدت حتى 75 سم على كل جانب، مما أدى إلى تغطية إجمالية تبلغ 1.5 متر في صفوف موحدة.
- بناءً على هذه النتائج، أصبحت معظم أنظمة SSTI تتراوح بين 6 سم و 20 سم عرضًا، على الرغْم أن بعض المنتجات قد تصل إلى عرض 2 متر حسب الحاجة والتطبيق.

هذا البحث ساعد في تحسين تصميم أنظمة SSTI وفقًا لنوع التربة والمحاصيل المزروعة، مما يعزز كفاءة استخدام المياه وتوزيعها بشكل أكثر اتساقًا.

### تطوير وتركيب أنظمة SSTI باستخدام المحراث
في عام 1997، تم اختبار أول محراث خاص بنظام SSTI في منظمة البحوث العلمية والصناعية الكومنولثية (CSIRO) – جريفيث Griffith باستخدام وصلة ثلاثية النقاط قياسية خلف جرار زراعي. وقد أثبتت هذه التجربة إمكانية تركيب نظام SSTI على عمق يتراوح بين 20 و40 سم بسرعة وسهولة باستخدام المحراث.

### تطور تقنية المحراث في تركيب SSTI
- أصبحت محاريث SSTI متاحة الآن لتثبيت خط واحد أو خطين أو ثلاثة خطوط في آنٍ واحد.
- من الممكن مستقبلاً تطوير محاريث قادرة على تثبيت عدد أكبر من الخطوط، مما يسهم في تحسين كفاءة التركيب وتقليل تكاليف العمل والوقت اللازم للتثبيت.

يعد استخدام المحاريث في تركيب SSTI خطوة هامة في تسهيل عملية التنفيذ على نطاق واسع، خاصة في المشاريع الزراعية الكبيرة التي تتطلب تركيبًا سريعًا وفعالًا لأنظمة الري.

### تطبيق تقنية SSTI في حصائر المد والجزر
في عام 1996، تم تسويق أول تقنية لحصيرة المد والجزر للنباتات المحفوظة في الأصص، التي تعتمد على تقنية SSTI باستخدام شُرُط التنقيط للتحكم في توصيل المياه.

### فعالية هذه التقنية في الزراعة
✅ إنتاج النباتات المحفوظة في الأصص بكفاءة عالية.
✅ إنتاج محاصيل مثل القمح والشعير المنبت كعلف للحيوانات.
✅ دعم الأبحاث في إنتاج أصناف البذور دون الحاجة إلى استخدام الري العلوي.
✅ توفير منصة فعالة لتوصيل الأسمدة مباشرة إلى الجذور، مما يحسن امتصاص العناصر الغذائية ويقلل الفاقد.

### أهمية هذه التقنية
ساهمت تقنية حصيرة المد والجزر في تحسين كفاءة الري والتسميد .، خاصة في البيئات المغلقة والزراعة الدقيقة، مما يجعلها حلًا مثاليًا للإنتاج الزراعي المكثف والمستدام.

## العناصر

### تصميم وتركيب أنظمة SSTI
على الرغم من أن أنظمة SSTI يتم وضعها بنفس الطريقة الأساسية مثل أنظمة التنقيط التقليدية، إلا أن هناك ميزة تصميمية فريدة يمكن الاستفادة منها، وهي استخدام نمط "متعرج" في التوزيع.

### فوائد النمط المتعرج في SSTI
✅ تقليل عدد وصلات الإقلاع، مما يقلل من احتمالية التسريبات.
✅ تحسين توزيع المياه داخل التربة، مما يعزز كفاءة الري.
✅ تقليل تكلفة التركيب نظرًا لاستخدام عدد أقل من الوصلات والأنابيب.
✅ زيادة الموثوقية التشغيلية من خلال تقليل النقاط المحتملة للفشل في النظام.

### لماذا يعتبر هذا التصميم فعالًا؟
💡 لأن نمط التدفق المتعرج يسمح للمياه بالانتشار بشكل متساوٍ عبر التربة، مما يؤدي إلى تحقيق أقصى استفادة من المياه وتقليل الهدر.
المكونات الأساسية لتركيب نظام SSTI النموذجي:
1. مضخة أو مصدر مياه مضغوط بمعدل ضغط يتراوح بين 100-300 كيلو باسكال (14-43 رطل لكل بوصة مربعة).
2. نظام ترشيح فعال، يشمل مرشحات مياه بحجم 120 ميكرون مع مستويات مواد صلبة معلقة أقل من 30 جزءًا في المليون.
3. وحدة حقن الأسمدة لدمج العناصر الغذائية في نظام الري.
4. آلية منع التدفق العكسي لحماية مصدر المياه من التلوث.
5. صمامات تنظيم الضغط لضمان تدفق المياه ضمن النطاق المطلوب.
6. الخط الرئيسي لنقل المياه، والذي يمكن تصنيعه من البولي إيثيلين منخفض الكثافة (LDPE) أو بولي فينيل كلوريد (PVC).
7. صمامات التحكم، سواء كانت صمامات ملف لولبي أو صمامات بوابة، لتنظيم تدفق المياه عبر النظام.
8. الخطوط الجانبية لنظام SSTI التي توزع المياه بفعالية على المنطقة المستهدفة.
9. تجهيزات التوصيل، إما أن تكون مسننة أو مزودة بمشابك من الفولاذ المقاوم للصدأ لضمان إحكام التوصيلات ومنع التسرب.
10. نظام تنظيف دوري، يشمل صمامات تنظيف عند نهايات الخطوط الجانبية أو خطوط تنظيف متكاملة، مما يسمح بإزالة المواد الصلبة العالقة والبكتيريا التي قد تتراكم عند استخدام المياه المعاد تدويرها.

إن استخدام أشرطة التنقيط في نظام SSTI يتيح الاستفادة من مجموعة واسعة من التركيبات التجارية، مما يجعل عملية التركيب سهلة وفعالة. وعادةً ما تتضمن هذه التركيبات أجهزة قفل دوّار أو أجهزة قفل حلقي، حيث تعمل هذه الأنظمة على تثبيت شريط التنقيط بإحكام باستخدام شوكة تثبيت، مما يضمن استقرار النظام ويحد من التسرب أو الأعطال أثناء التشغيل.

## أداء الـ SSTI

#### مزايا الـ SSTI
يعتبر نظام SSTI حلاً دائمًا بشرط أن يتم صيانته بشكل صحيح، حيث إن مكوناته خاملة، وبما أنها تقع تحت سطح الأرض، فهي محمية من تأثيرات الطقس، والحيوانات، والآلات، والتخريب، وغيرها من العوامل الأرضية. ويتميز هذا النظام بعدد من الفوائد، منها:
- توفير المياه بنسبة 50-75% مقارنة بأنظمة الري العلوية.
- انخفاض متطلبات الضغط، مما يعني تقليل استهلاك الطاقة.
- زيادة الغلة حتى أربع مرات في بعض المحاصيل.
- الحد الأدنى من تغلغل الجذور في أنابيب التنقيط بفضل وجود شريط عاكس في الأعلى.
- عدم حدوث انسداد في الباعثات نتيجة تكوّن القشور.
- تقليل التبخر إلى أدنى حد ممكن.
- إمكانية استخدام المياه المعاد تدويرها أو المعالجة بأمان.
- إمكانية استخدام الحقل للأنشطة الزراعية أو الترفيهية أثناء تشغيل الري.
- تقليل نمو الأعشاب الضارة لأن الماء لا يصل إلى السطح، مما يؤدي إلى خفض تكلفة مبيدات الأعشاب، حيث لا يحدث إنبات الأعشاب إلا أثناء هطول الأمطار.
- التسميد المباشر في منطقة الجذر، مما يقلل تكلفة الأسمدة.
- التوزيع الفعّال للعناصر الغذائية عبر كامل منطقة الجذر.
- أنماط ترطيب واسعة تضمن تغطية كاملة لمنطقة الجذور.
- تنظيم توصيل المياه بما يتناسب مع معدلات الامتصاص الطبيعية للتربة، مما يقلل من مخاطر التشبع.
- الحفاظ على رطوبة التربة عند الحد الأقصى من السعة الحقلية، مما يقلل من الخسائر الجاذبية.
- عدم حدوث جريان سطحي.
- تقليل تآكل التربة.
- عدم الحاجة إلى تسوية الحقول بشكل كامل.
- إمكانية تكيّف النظام مع الحقول غير المنتظمة الشكل.
- تقليل عدد الخطوط الجانبية مقارنة بأنظمة التنقيط التقليدية، مما يقلل من عدد الصمامات والمكونات الأخرى بالمقارنة مع أنظمة الرش والتقطير السطحي.
- إمكانية حرث جوانب خطوط SSTI خلف الجرار في المواقع الكبيرة بمعدل أكثر من 10,000 متر في اليوم.
- عدم ترطيب أوراق النباتات، مما يقلل من احتمالية الإصابة بأمراض الأوراق الفطرية والبكتيرية.

### عيوب نطام الـ SSTI
على الرغم من الفوائد العديدة لنظام SSTI، إلا أن هناك بعض التحديات التي يجب مراعاتها عند استخدامه، ومنها:
- ارتفاع التكلفة الأولية مقارنة بأنظمة الري العلوي.
- ضرورة التركيب عالي الجودة، حيث إن أي خطأ قد يكون من الصعب اكتشافه وإصلاحه.
- أهمية استخدام التركيبات الصحيحة أثناء التثبيت لضمان كفاءة التشغيل.
- الحاجة إلى الصيانة الدورية للحفاظ على عمر افتراضي طويل للنظام.
- يفضَّل استخدام أنظمة التحكم والمراقبة الآلية، لأن الري تحت السطحي لا يوفر مؤشرات بصرية واضحة تدل على مدى كفاءته أثناء التشغيل.
- عدم معالجة أنابيب SSTI بالأشعة فوق البنفسجية، مما يستدعي تجنب تعرضها لأشعة الشمس المباشرة قبل التثبيت تحت سطح التربة.
- إمكانية الحاجة إلى الري العلوي المؤقت خلال المراحل الأولى من نمو العشب، خاصة في المناطق ذات المناخ الحار.
- قد تحتاج بعض المحاصيل الزراعية إلى الري العلوي عند الإنبات في حالة عدم توفر كميات كافية من مياه الأمطار.
- عدم إمكانية استخدام SSTI في تطبيق الأسمدة أو مبيدات الأعشاب على سطح التربة.
- احتمالية تعرض النظام للتلف بسبب القوارض، رغم أن هذه المشكلة أقل شيوعًا مقارنة بأنظمة التنقيط السطحي.

## ملحوظات
ملحوظات هامة يجب الانتباه لها عند استخدام نظام SSTI:
1. اختيار نوع التربة المناسب: يعمل SSTI بكفاءة أعلى في التربة ذات القدرة الجيدة على الاحتفاظ بالماء، مثل التربة الطينية والطينية الرملية، بينما قد يكون أقل فعالية في التربة الرملية الخشنة بسبب سرعة تسرب المياه.
2. عمق التثبيت: يجب ضبط عمق التثبيت بعناية لضمان وصول الماء إلى منطقة الجذور المستهدفة دون فقدانه إلى الطبقات العميقة أو السطحية. عادةً، يتراوح عمق التثبيت بين 20-40 سم حسب نوع التربة والمحصول.
3. تصميم الشبكة وتخطيط الأنابيب: ينبغي وضع خطوط SSTI في نمط مدروس بحيث يضمن توزيعًا متجانسًا للمياه، مع تقليل الحاجة إلى التوصيلات الكثيرة التي قد تزيد من خطر حدوث التسربات.
4. نظام الفلترة: نظرًا لأن الباعثات داخل التربة أكثر عرضة للانسداد، فمن الضروري استخدام مرشحات دقيقة (120 ميكرون على الأقل) للحفاظ على نظافة المياه وتقليل تراكم الجسيمات الصلبة أو الكائنات الدقيقة.
5. الصيانة الدورية: يتطلب SSTI فحوصات منتظمة للتأكد من عدم وجود انسدادات أو تسربات في النظام، بالإضافة إلى تنظيف الخطوط الدورية لمنع تراكم الطحالب والبكتيريا، خاصة عند استخدام مياه معاد تدويرها.
6. إدارة الري بعناية: يجب مراقبة رطوبة التربة باستمرار باستخدام مستشعرات، حيث إن عدم توفر علامات مرئية قد يؤدي إلى إفراط أو نقص في الري دون ملاحظة ذلك بسهولة.
7. تجنب التعرض لأشعة الشمس قبل التثبيت: يجب الحفاظ على أنابيب SSTI محمية من أشعة الشمس المباشرة لأنها غير معالجة بالأشعة فوق البنفسجية، مما قد يؤدي إلى تلفها قبل تركيبها.
8. مقاومة القوارض: رغم أن SSTI أقل عرضة لهجمات القوارض مقارنة بأنظمة التنقيط السطحي، إلا أنه من المفيد استخدام تدابير وقائية لمنع القوارض من إتلاف الأنابيب المدفونة.
9. إمكانية استخدام الري العلوي عند الحاجة: في بعض الحالات، مثل إنبات المحاصيل أو زراعة العشب في المناطق الحارة، قد يكون الري العلوي المؤقت ضروريًا لضمان نجاح نمو النباتات قبل الاعتماد الكامل على SSTI.
10. كفاءة استهلاك المياه والطاقة: يعمل SSTI بضغط منخفض، مما يقلل من استهلاك الطاقة، لكنه يتطلب تصميمًا دقيقًا لضمان تحقيق وفورات المياه بنسبة 50-75% مقارنة بأنظمة الري العلوي.

الالتزام بهذه الملحوظات يساعد في تحقيق أقصى كفاءة لنظام SSTI وزيادة إنتاجية المحاصيل مع تقليل استهلاك الموارد.

## قراءأت إضافية
- كيربي، . جيه إم، سمايلز، دي إي، نايت، جيه إتش (1996)، الري تحت السطحي باستخدام أغشية الجيوتكستايل: التسلل في المرحلة الأولى دون قيود على التدفق ، منظمة البحوث العلمية والصناعية الكومنولثية
- باربر، س. أ. (يناير 1996)، دراسة حول أداء أنابيب الري تحت السطحية منخفضة الضغط ، منظمة البحوث العلمية والصناعية الكومنولثية الأسترالية، قسم موارد المياه
- واتسون، لوك (نوفمبر 1999)، تأثير الري السطحي وتحت السطحي على توزيع جذور كروم العنب ، جامعة لا تروب
- نقابة البحث والتطوير لأمن الحبوب (يونيو 1998)، مشروع منطقة الجذر الشعري (CRZI) - التقرير النهائي
- مويرهيد، إم إل (2001)، تعديل نظام الري بالتنقيط تحت السطحي لتعزيز أنماط ترطيب التربة ، جامعة تشارلز ستورت

1. ↑  Dodds، Graeme (فبراير 2011)، Achieving Sporting Field Management in Western Sydney: A Study of Sustainable Demand Report Phase 1
2. 1 2  CSIRO Land and Water (أغسطس 1998)، Controlled Root Zone Irrigation Final Report to Grain Security Foundation
3. 1 2  Grain Security Foundation Ltd (يوليو 1998)، Root Zone Irrigation Research and Development (Final Report)
4. ↑  Watson، Luke (فبراير 1999)، Sub Surface Irrigation of Grape Vines، La Trobe University، ص. 8
5. 1 2  Charlesworth، P.B.، Investigation of the Efficiency and Long Term Performance of Various Sub Surface Irrigation Configurations Under Field Conditions، CSIRO